# Lustnau
Lustnau ist eine ehemalige Gemeinde und ein jetziger Stadtteil der Universitätsstadt Tübingen. Er liegt nordöstlich der Innenstadt an der Mündung der Ammer in den Neckar.

## Geschichte
Lustnau (im lokalen schwäbischen Dialekt Luschtna) geht allem Anschein nach auf eine alamannische Besiedlung zurück. Diese ist durch einen Reihengräberfriedhof des 7. Jahrhunderts bezeugt, der sich in der Nähe der ehemaligen Frottierweberei Egeria befunden hat. In den sechziger Jahren wurden bei archäologischen Grabungen im Bereich der Kirche auch Funde aus römischer Zeit geborgen.
Ursprünglich war Lustnau ein eigenständiges Dorf. Es wurde 1100 erstmals urkundlich unter dem Ortsnamen „Lustnow“ erwähnt.
Die Herren von Lustnau, die vermutlich in der heutigen Straße „Auf der Burg“ residierten, waren die Eigentümer des Dorfes. Bei ihnen handelte es sich um Ministerialen der Pfalzgrafen von Tübingen. Bis ins Jahr 1466 ist die „Familie derer von Lustnau“ urkundlich bezeugt. Die Familie übereignete zusammen mit den Pfalzgrafen dem Kloster Bebenhausen nach und nach fast den ganzen Ort. Bis 1715 gehörte das Dorf Pfrondorf ebenfalls zu Lustnau.
Wein- und Ackerbau stellten im Mittelalter die Haupteinnahmequelle der Dorfbewohner dar. Die Weingärten befanden sich hauptsächlich am Herrlesberg, am Österberg und auch in der Neuhalde.

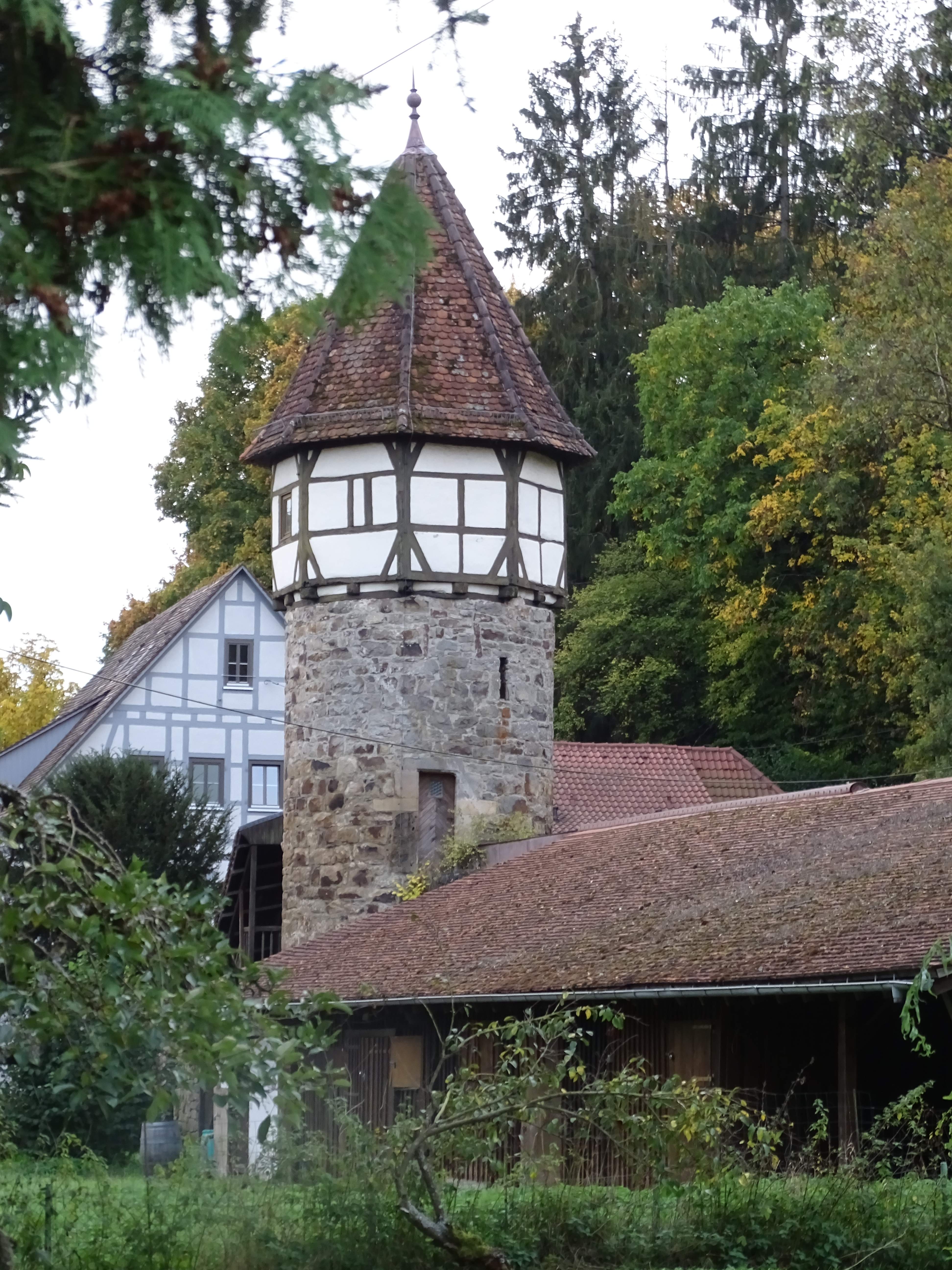
Klosterhof

Der Lustnauer Klosterhof an der Bebenhäuser Straße, heute vollständig renoviert und als Therapiezentrum der Drogenhilfe Tübingen genutzt, entstand Mitte des 13. Jahrhunderts als Wirtschaftshof des Klosters Bebenhausen. Der Klostervogt von Bebenhausen verlagerte seinen Dienstsitz nach der Einführung der Reformation um 1540 in den Klosterhof von Lustnau. Durch die Auflösung des Klosteramtes 1807/08 kam Lustnau später zum Oberamt Tübingen.
Der traditionelle Weinbau wurde in der zweiten Hälfte des 19. Jahrhunderts nach und nach durch Hopfenanbau ersetzt. Vom Weinbau zeugen heute noch „Wengerte“ an den Hängen des Neckartals, wo auch noch vereinzelte Reben zu finden sind. Der Hopfenanbau wurde während des Ersten Weltkrieges eingestellt.
Im Zuge der zunehmenden Industrialisierung und der Ausbreitung des Stadtgebietes wurden die landwirtschaftlichen Flächen und ehemaligen Weinberge im 20. Jahrhundert immer mehr als Bauland genutzt. Die Eingemeindung in die Stadt Tübingen erfolgte im Jahr 1934. Damals hatte Lustnau rund 3500 Einwohner.
Durch die angesiedelte Industrie, z. B. die Frottierweberei Egeria und Metallwarenfabrik BeKa, war Lustnau zum Zeitpunkt der Eingemeindung finanziell in einer gut situierten Position. Tübingen heiratete „eine reiche Braut“, sagte der scheidende Lustnauer Bürgermeister Hans Rath in seiner Rede anlässlich der Eingemeindung.

## Wohnviertel

### Herrlesberg/Stäudach
Ende der 1980er Jahre wurde mit der Bauerschließung des Gewanns Herrlesberg begonnen. Der Herrlesberg ist eine Anhöhe nordöstlich von Lustnau. Die Erschließung des Baugebiets am südlichen Stäudach (in alter Lustnauer Mundart „Schdeidich“ ausgesprochen) ist abgeschlossen. Inzwischen sind die meisten Grundstücke bebaut. In dem Neubaugebiet leben 2102 Einwohner.
Der Herrlesberg ist ein reines Wohn- und Schlafquartier. Es gab hier bis zum 12. Februar 2009 keinerlei Möglichkeiten, Artikel des täglichen Bedarfs einzukaufen. Einer im Frühjahr 2007 gegründeten Initiativgruppe zur Verbesserung der Infrastruktur des Wohngebiets ist es gelungen, einen genossenschaftlich organisierten Dorfladen einzurichten, der am 13. Februar 2009 eröffnet wurde.

### Denzenberg
Das Denzenberg-Viertel ist der südwärts von der Eberhard-Wildermuth-Siedlung hinunter zur Ammer abfallende Hang. Das Viertel hat 1908 Einwohner.

### Sand
Die Eberhard-Wildermuth-Siedlung ist ein in den 1950er Jahren entstandenes Wohngebiet in Tübingen. Sie liegt auf dem Sporn zwischen den südwärts ziehenden Tälern von Gutleuthausbach und Goldersbach oberhalb des Denzenbergs. Der ursprüngliche Gewannname dieses Gebiets lautet Sand und ist auch heute noch im Sprachgebrauch üblich. Im südlichen Teil der Eberhard-Wildermuth-Siedlung liegt ein ehemaliges, im Februar 1940 eröffnetes Militärkrankenhaus, das heute vom Wilhelm-Schickard-Institut für Informatik sowie von weiteren Instituten der Eberhard Karls Universität Tübingen genutzt wird.

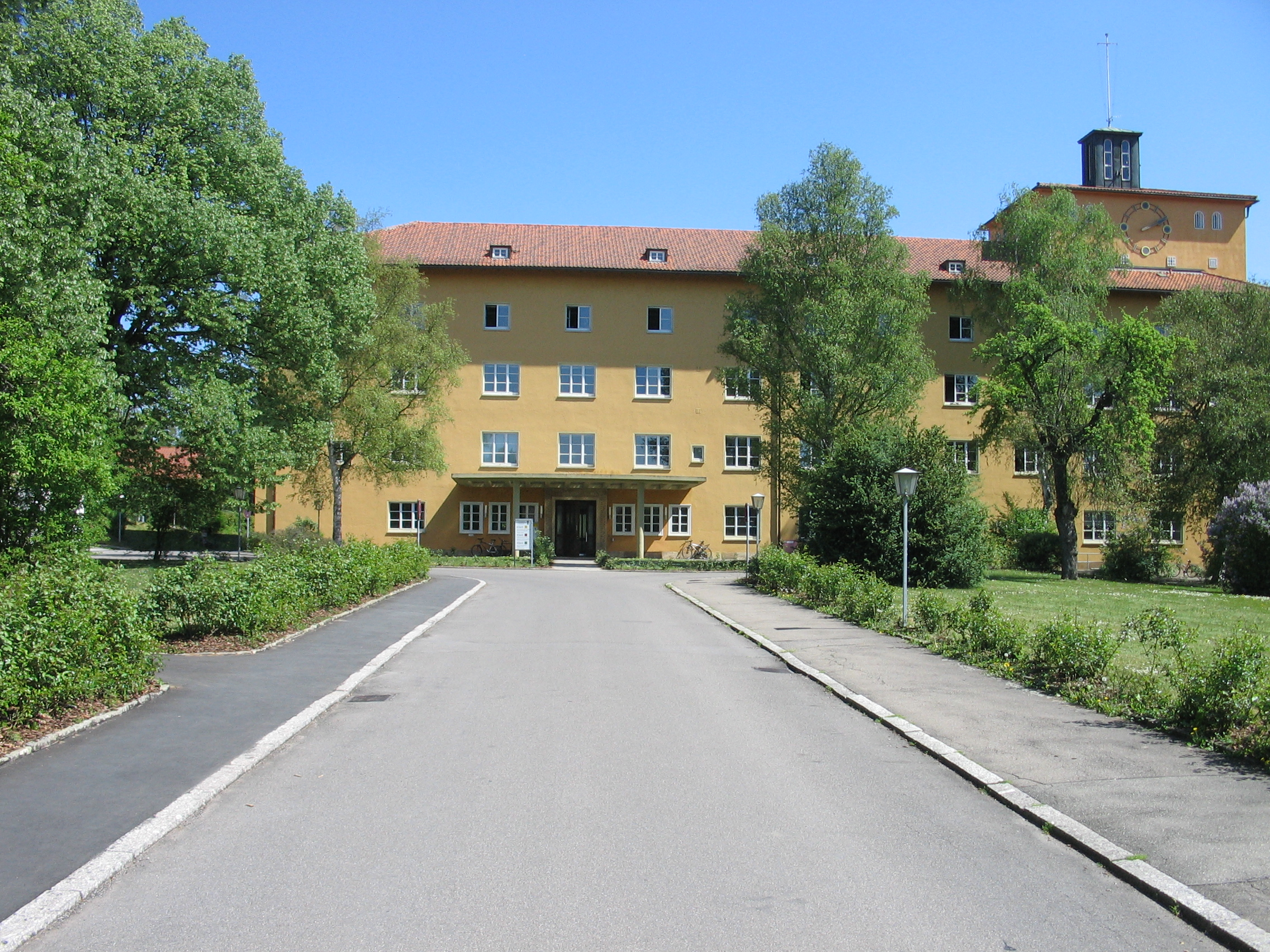
Ehemaliges Militärkrankenhaus

Benannt wurde die Siedlung nach Eberhard Wildermuth, der in Tübingen Rechtswissenschaften studierte und ab 1949 Bundesminister für Wohnungsbau sowie Gründungsmitglied der FDP war. Die Siedlung hat derzeit 443 Einwohner.

### Alte Weberei

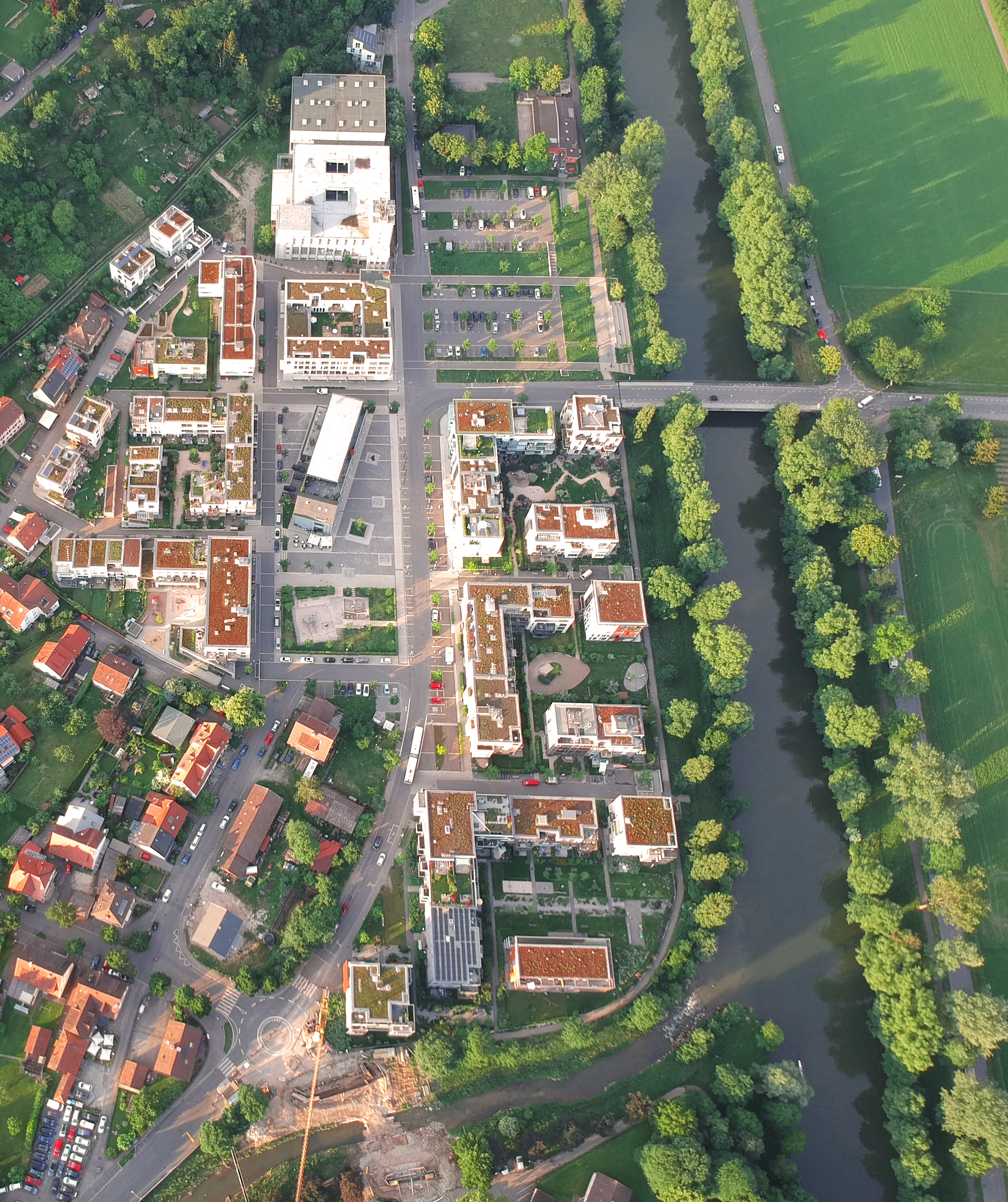
Stadtviertel „Alte Weberei“ in Tübingen senkrecht von oben

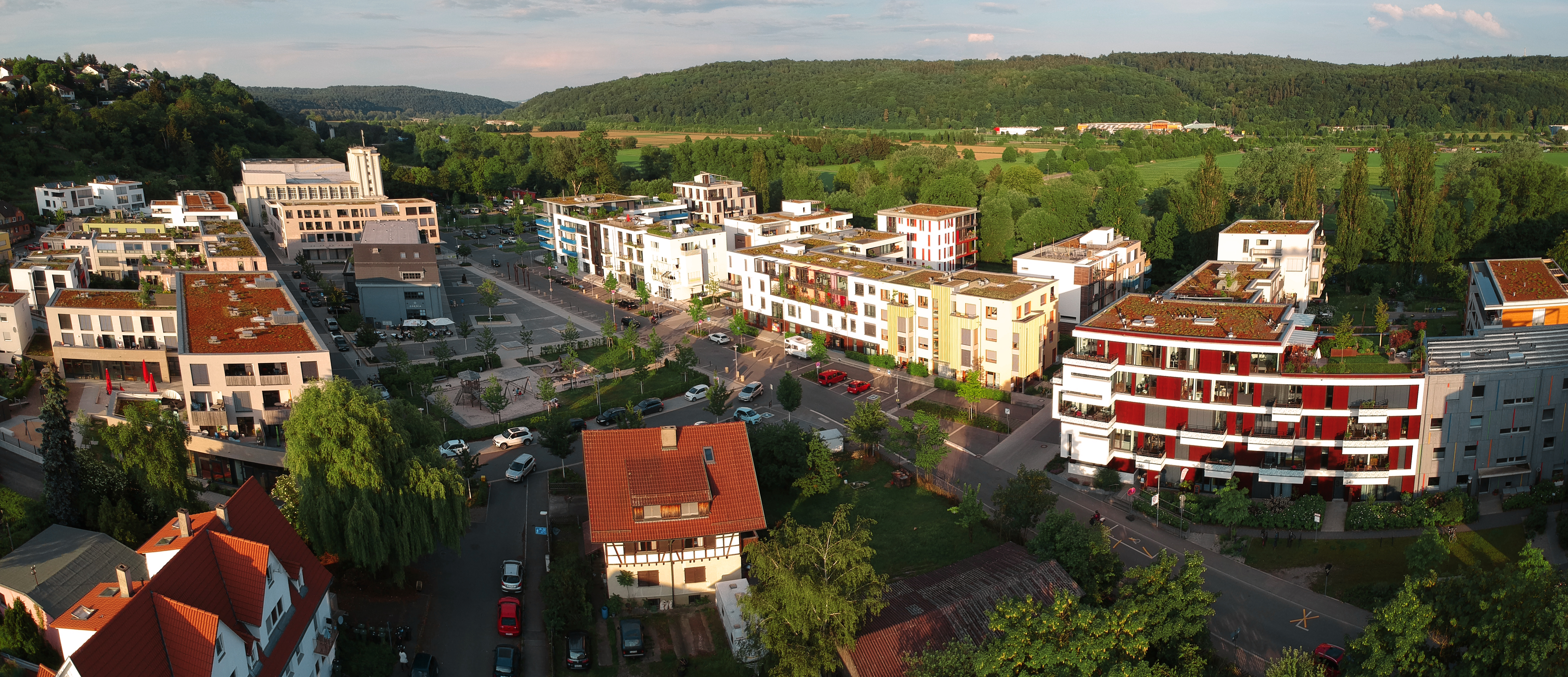
Panorama des Stadtviertels „Alte Weberei“ in Tübingen

Im Tübinger Stadtteil Lustnau entsteht unmittelbar am Neckar das neue Stadtquartier Alte Weberei. Es ist bereits weitgehend bezogen. Rund 550 Menschen fanden hier ein neues Zuhause; 100 Arbeitsplätze sollen entstehen. Das Quartier liegt auf dem rund 6 Hektar großen Gelände der ehemaligen Frottierweberei Egeria.

## Wappen

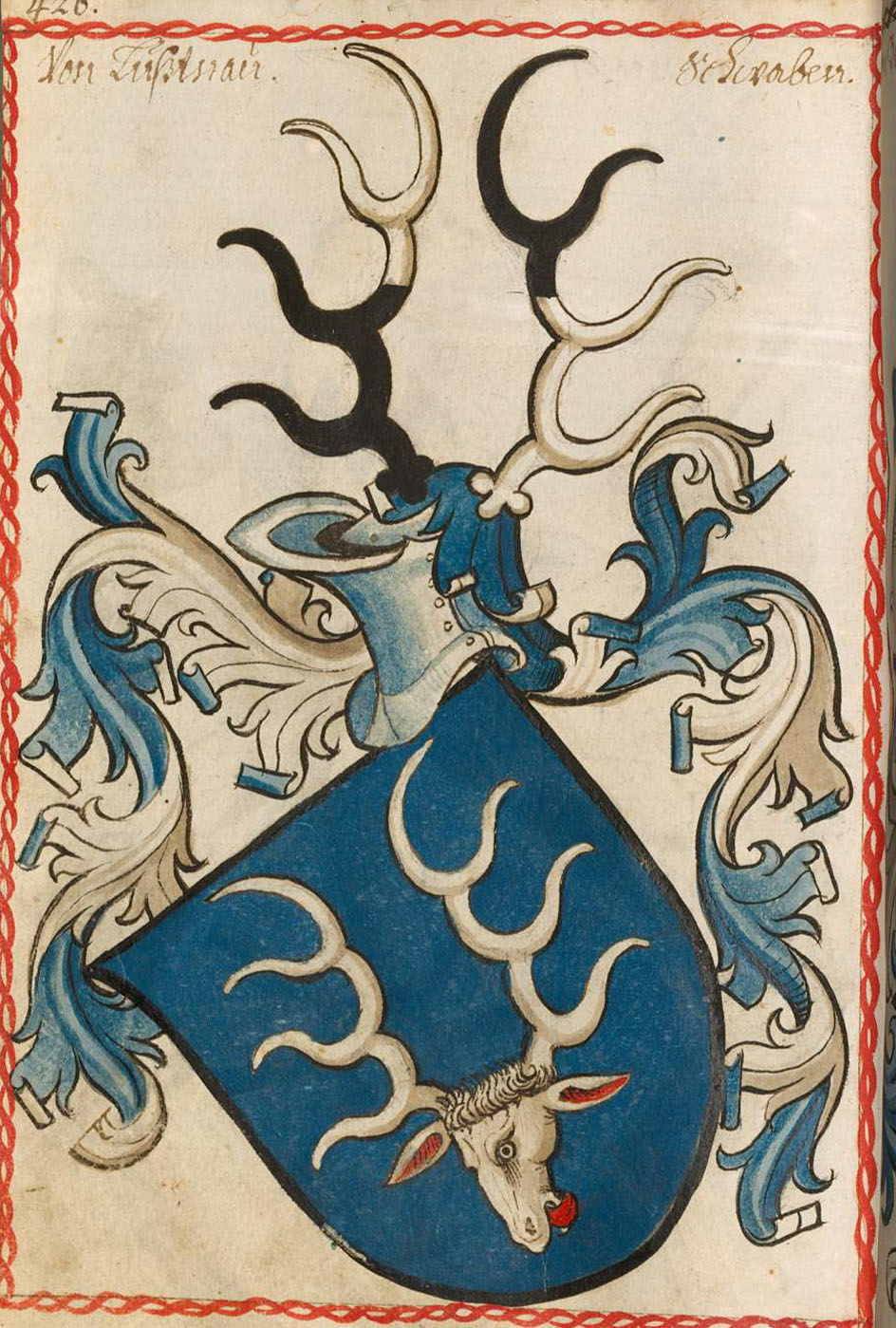
Wappen der Herren von Lustnau (Scheiblersches Wappenbuch 1450)

Unterlagen zufolge führte das 1934 nach Tübingen eingemeindete Lustnau zur Zeit seiner kommunalen Selbstständigkeit kein Wappen.
Für Lustnau ist aber zum einen im Kieserschen Forstlagerbuch von 1683, das im Hauptstaatsarchiv verwahrt wird, ein Fleckenzeichen überliefert, das den Großbuchstaben „L“ aufweist. Außerdem war in Lustnau ein Ortssiegel in Gebrauch, das in einem Wappenschild einen Hirschkopf zeigt, das Wappen des ausgestorbenen Ortsadels, der Herren von Lust(e)nau.

## Einrichtungen, Vereine, Lebensqualität
Lustnau zeichnet sich durch ein aktives Vereinsleben aus, das den dörflichen Charakter des Stadtteils unterstreicht. Zu den Aktivitäten der Vereine zählen gemeinsame Veranstaltungen wie das alle zwei Jahre stattfindende Dorffest, eine „Dorfrally“ für Kinder und Jugendliche, sowie ein jährlich stattfindendes Faustballturnier und der Kirnberglauf. Die Vereine geben das gemeinsame Nachrichtenblatt „Lustnau Aktuell“ heraus, das monatlich über die Aktivitäten der Vereine und Kirchen informiert. Seit dem Jahre 2007 gibt es in Lustnau den Lustnauer Geschichtsverein e. V.
Lustnau grenzt unmittelbar an die Kernstadt Tübingens und hat eine eigene Geschäftsstelle. Der Stadtteil ist gut an den Tübinger Stadtverkehr angebunden. Etwas außerhalb befindet sich der an der Bahnstrecke Plochingen–Immendingen gelegene Haltepunkt Tübingen-Lustnau.
In Lustnau gibt es eine Grundschule sowie vier Kindergärten, eine Turn- und Festhalle, zwei Kirchen (evangelisch und katholisch) und eine Geschäftsstelle der Stadt Tübingen.

## Wandern
Auf dem nordnordwestlich von Lustnau im Schönbuch gelegenen Kirnberg verläuft der etwa 3 km lange Geologische Lehrpfad Kirnberg, an dem auf mehreren Schautafeln die anstehenden Keuperschichten erläutert sind und die Geologie des Tübinger Raums beschrieben ist. Durch die Ortschaft führt der Schwarzwald-Schwäbische-Alb-Allgäu-Weg (Hauptwanderweg 5) des Schwäbischen Albvereins.

## Wirtschaft

### Württembergische Frottierweberei Lustnau / Egeria
Die Württembergische Frottierweberei Lustnau, die allgemein unter dem Markennamen ihrer Produkte Egeria bekannt war, hatte zu ihren besten Zeiten etwa 1.500 Mitarbeiter. Heute stehen nach einer Insolvenz nur noch die markanten Egeria-Wahrzeichen Turm und Halle, die 2009 den Abriss eines Großteils der alten Fabrikgebäude überlebt haben. In der ehemaligen Spinnerei arbeiten seitdem noch einige wenige Beschäftigte im Vertrieb eines türkischen Unternehmers, der nach der Egeria-Insolvenz den bekannten Markennamen sowie den Gebäudekomplex kaufte.
Im Jahr 2009 wurde ein städtebaulicher Wettbewerb durch die Stadt Tübingen für die Industrie-Brache der ehemaligen Württembergischen Frottierweberei Lustnau (WFL) ausgeschrieben. Die erste Phase des Wettbewerbs kürte zwei zweite Preise, die in einer zweiten Phase des Wettbewerbs verfeinert werden. Über einen Namenswettbewerb, zu dessen Teilnahme alle Einwohner aufgerufen wurden, wurde durch eine Jury, bestehend aus dem Runden Tisch Lustnau und dem Ortsbeirat, der Name Alte Weberei als Gewinner gekürt. Das neue Quartier soll Wohnraum für bis zu 700 Personen und bis zu 100 Arbeitsplätze schaffen.

### Kress Elektrowerkzeuge
1928 gründete Christian Kress in Tübingen-Lustnau ein Elektroinstallationsgeschäft mit einer Werkstatt für Autoelektrik. 1929 begann Kress, Kleinmotoren für Gleich- und Wechselstrom zu entwickeln und herzustellen. Die Kress-Elektrik GmbH & Co. KG hat heute ihren Sitz in Bisingen und entwickelt und produziert dort Elektrowerkzeuge.

### Brauerei zum Ochsen Carl Heinrich
Die Brauerei zum Ochsen Carl Heinrich wurde 1875 gegründet und beschäftigte bei Ausbruch des Ersten Weltkriegs 45 Arbeiter, die meistens nicht aus Lustnau stammten. Ab 1920 hieß sie Brauerei zum Ochsen Louis Heinrich. Die Brauerei bezog ihr Brauwasser durch eine eigens gebaute Wasserleitung aus der Quelle des ehemaligen Pfrondorfer Fischweihers. 1884 bekam Carl Heinrich von G. Kuhn in Stuttgart-Berg seine erste Dampfmaschine. 1898 bestellte er eine weitere Dampfmaschine bei der Maschinenbau-AG Nürnberg, die im gleichen Jahr geliefert wurde. Im August 1922, kurz nach der Auflösung der Brauerei, wurde der gut erhaltene Dampfkessel mit 100 Quadratmeter Heizfläche durch den Lustnauer Schultheiß Hans Rath von der Gemeinde Lustnau für 140.000 Papiermark an die Egeria verkauft. Die Reutlinger Dr. Rall GmbH hat den heruntergekommenen Komplex an der Dorfackerstraße Mitte der 1990er gekauft und das solide Backsteingebäude auf Vordermann gebracht.

## Söhne und Töchter des Stadtteils
- Konrad von Lustnau († 1353), Abt des Zisterzienserklosters Bebenhausen
- Jörg Unkair (1500–1553), Architekt
- Ernst Theophil Maier (1651–1727), Jurist und Hochschullehrer
- Stephan Christoph Harpprecht von Harpprechtstein (1676–1735), Rechtswissenschaftler
- Hermann von Hoser (1830–1913), württembergischer Oberamtmann und Regierungspräsident
- Gottlob Friedrich Riekert (1841–1900), Reichstagsabgeordneter
- Karl Rilling (1869–1928), württembergischer Beamter und Oberamtmann
- Johannes Rath (1876–1945), Bürgermeister von Lustnau
- Fritz Kreß (1884–1962), Leiter einer Zimmereifachschule in Lustnau, Autor

## Bewohner des Stadtteils

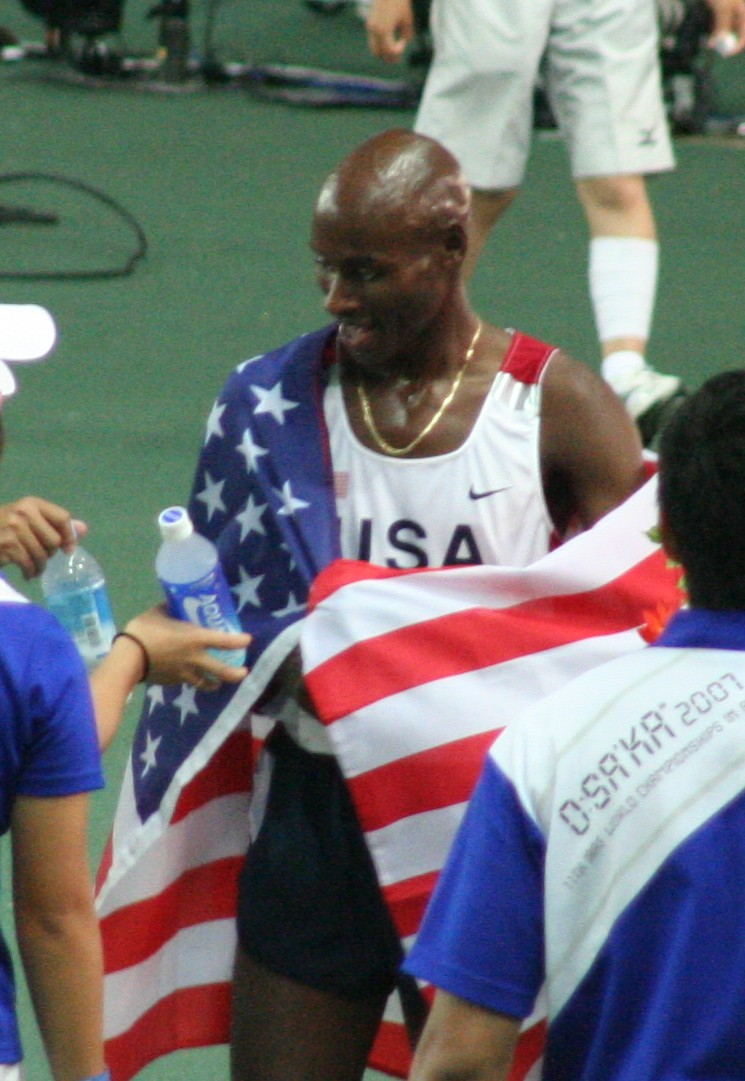
Bernard Lagat bei der WM 2007

- Gottfried Käuffelin (1701–1777), lutherischer Prälat und Abt, war von 1748 bis 1762 Spezialsuperintendent im Ort
- Victor Heinrich Riecke (1759–1830), evangelischer Pfarrer und Schulmann, war von 1811 bis 1830 Pfarrer des Ortes
- Peter Goessler (1872–1956), Prähistoriker und Denkmalpfleger
- Bernard Lagat (* 1974), US-amerikanischer Leichtathlet kenianischer Herkunft
- Ernst Käsemann, wohnte in der Eduard-Haber-Straße

## Kirchen

### Evangelische Kirche Lustnau

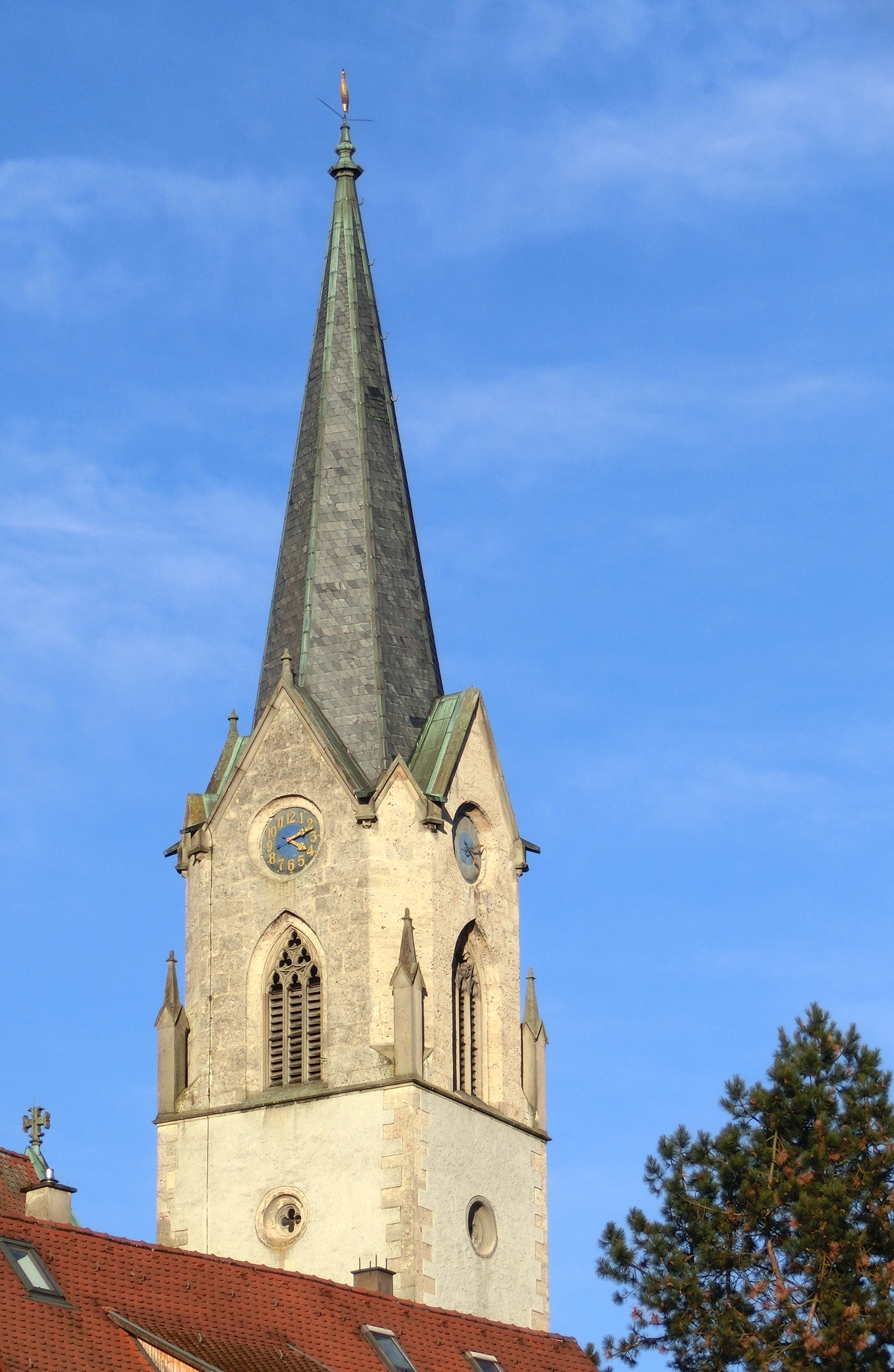
Turm der evangelischen Kirche (2014)

Bereits für das 7. Jahrhundert wird eine erste, St. Martin geweihte Kirche vermutet.
Im Jahr 1120 werden Kirche und Pfarrei St. Martin erstmals erwähnt.
1276 verschenkt Pfalzgraf Wilhelm von Tübingen die Kirche zu Lustnau an das Kloster Bebenhausen.
Für die Jahre 1370 und 1495/96 sind jeweils Abriss und Neubau der Kirche belegt.
Für die Bauphase 1495/96 wird starker zisterziensischer Einfluss aus Bebenhausen – unter „dem mächtigen Abt Johann von Friedlingen“ – vermutet.
Mit Einführung der Reformation durch Herzog Ulrich von Württemberg im Jahr 1534 wird die Kirche evangelisch. Von 1692 bis 1811 war Lustnau Sitz der Spezialsuperintendentur, bis diese wieder nach Tübingen verlegt wurde.
Die Kirche zeigt „auf den ersten Blick spätgotischen Charakter“ mit einem einschiffigen Langhaus. Ganz unüblich wurde der Kirchen(neu)bau von 1495/96 nicht im Osten mit dem Bau des Chores begonnen, sondern mit dem Kirchenschiff. Der neue Chor wurde demgegenüber erst 1888/89 anstelle des alten, „stallähnlichen“ Chors unter Leitung des bekannten Stuttgarter Architekten Heinrich Dolmetsch in neogotischer Bauweise errichtet  und die drei Maßwerkfenster farbig bleiverglast. Das mittlere, durch die Chororgel teilweise verdeckte Chorscheitelfenster mit einer Bergpredigt-Darstellung dürfte von einem renommierten fränkischen Künstler entworfen und in einer damals aufstrebenden Münchner Glasmalerei ausgeführt worden sein. Der Kirchturm wurde schon 1862/85 erhöht, dabei wurde der Fachwerkaufsatz durch einen steinernen Turmhelm ersetzt. 1968 wurde die Empore eingebaut und 1982 die heutige Chororgel. Die Westfront enthält seither ein kleines farbiges Rundfenster.
Die Lustnauer Kirche zeigt sich heute als „anmutig auf einem vorgeschobenen, sich ins Dorf herabziehenden Sporn des Herrlesberg mitten im damaligen Friedhof“ errichtet. „Von allen Talseiten aus gut sichtbar bildete sie den hervorgehobenen Mittelpunkt von Ammer- und Goldersbachtal bei deren Übergang ins Neckartal“. Die evangelische Kirchengemeinde gehört zum Kirchenbezirk Tübingen.

### Katholische Kirche St. Petrus
Die Katholische Gemeinde St. Petrus wurde 1955 gegründet. Die Kirche mit ca. 400 Sitzplätzen wurde am 26. Februar 1956 vom Tübinger Architekten Helmut Basten errichtet. Die Kirche wurde 1975 vom Rottenburger Architekten Johannes Manderscheid renoviert.
Die Kirche in Lustnau ist dem Andenken von Carlo Steeb gewidmet, dessen Todestag sich im Jahre 1955 zum 100. Male jährte. Als der Seliggesprochene am 18. Dezember 1773 als Sohn des Gastwirts »Zum Lamm« in Tübingen geboren wurde, hieß er natürlich „Karl“. Der Vater, auch im Wollhandel tätig, schickte ihn zur Ausbildung nach Paris und Verona. Der Sohn aus schwäbisch-pietistischem Elternhaus wurde dort 1796 katholischer Priester. 1840 gründete Carlo Steeb mit Luigia Poloni die »Gemeinschaft der Schwestern der Barmherzigkeit«, die das Armenhaus und das Spital in Verona übernahmen. Der Gedenktag des seligen Carlo Steeb ist sein Todestag am 15. Dezember.
Lange Jahre war Carlo Steeb in der katholischen Pfarrgemeinde von Tübingen unbekannt. Erst 1948, als der Seligsprechungsprozess für ihn eröffnet wurde, wurde man auf ihn aufmerksam. Die neue Kirche in Lustnau bekam bei der Grundsteinlegung den Namen Carlo-Steeb-Gedächtniskirche. Da man aber eine Kirche nur einem Heiligen weihen kann, konsekrierte der Bischof die neue Kirche auf den Namen des Apostels Petrus.

## Friedhof
Der Lustnauer Friedhof ist neben dem Stadtfriedhof und dem Bergfriedhof einer der 14 Friedhöfe der Stadt Tübingen. Die drei Chorfenster der dortigen Friedhofskapelle wurden beim Neubau 1935 vom Stuttgarter Künstler Rudolf Yelin d. J. mit Glasmalerei (Kreuztragung Jesu, Frauen am Grab, Auferstehung Christi) ausgestattet. Auf dem Lustnauer Friedhof finden jährlich im Durchschnitt 44 Erdbestattungen und 17 Urnenbeisetzungen statt. Vorhanden waren 2005 noch 85 Erdbestattungsgräber, davon 45 Reihengräber und 40 Wahlgräber sowie 45 Urnengräber. Dort bestattete bekannte Personen sind:
- Bruno von Freytag-Löringhoff (* 11. Juni 1912 in Bilderlingshof, heute Bulduri (Ortsteil von Jūrmala), bei Riga; † 28. Februar 1996 in Tübingen) war ein deutscher Philosoph und Mathematiker.[19]

- Peter Goessler (* 17. Mai 1872 in Geislingen an der Steige; † 12. März 1956 in Tübingen) war ein deutscher Prähistoriker und Denkmalpfleger im Land Württemberg.

- Paul Hoffmann (* 5. April 1917 in Willendorf/Donau in Österreich; † 2. Mai 1999 in Tübingen) war Ordentlicher Professor für Deutsche Philologie an der Universität Tübingen.

- Jürgen Sydow (1921–1995) war Direktor des Stadtarchivs Tübingen.

- Elisabeth Käsemann (* 11. Mai 1947 in Gelsenkirchen; † 24. Mai 1977 in Argentinien) ist eines der bekanntesten deutschen Opfer der argentinischen Militärdiktatur.

- Johannes Rath (1876–1945) war Bürgermeister von Lustnau, dessen Amt durch die Zwangseingemeindung im Jahre 1934 durch die Nationalsozialisten aufgelöst wurde.

- Viktor Renner (* 31. Dezember 1899 in Mönchweiler; † 21. April 1969 in Tübingen) war ein deutscher Jurist und Politiker (SPD).